# Beauvilliers (Eure-et-Loir)
Beauvilliers ist eine französische Gemeinde mit 342 Einwohnern (Stand: 1. Januar 2022) im Département Eure-et-Loir in der Region Centre-Val de Loire. Sie gehört zum Arrondissement Chartres und ist Mitglied im Gemeindeverband Communauté de communes Cœur de Beauce. Die Einwohner werden Beauvillois und Beauvilloises genannt. 

## Geographie
Beauvilliers liegt etwa 23 Kilometer südöstlich von Chartres. Umgeben wird Beauvilliers von den Nachbargemeinden Allonnes im Norden, Boisville-la-Saint-Père im Osten und Nordosten, Moutiers im Osten, Prasville im Südosten, Les Villages Vovéens im Süden und Südwesten sowie Theuville im Westen und Nordwesten.

## Bevölkerungsentwicklung
| Jahr                      | 1962 | 1968 | 1975 | 1982 | 1990 | 1999 | 2006 | 2013 |
| Einwohner                 | 374  | 343  | 271  | 202  | 210  | 256  | 294  | 335  |
| Quelle: Cassini und INSEE |      |      |      |      |      |      |      |      |

## Sehenswürdigkeiten
- Kirche Saint-Martin, seit 1951 Monument historique

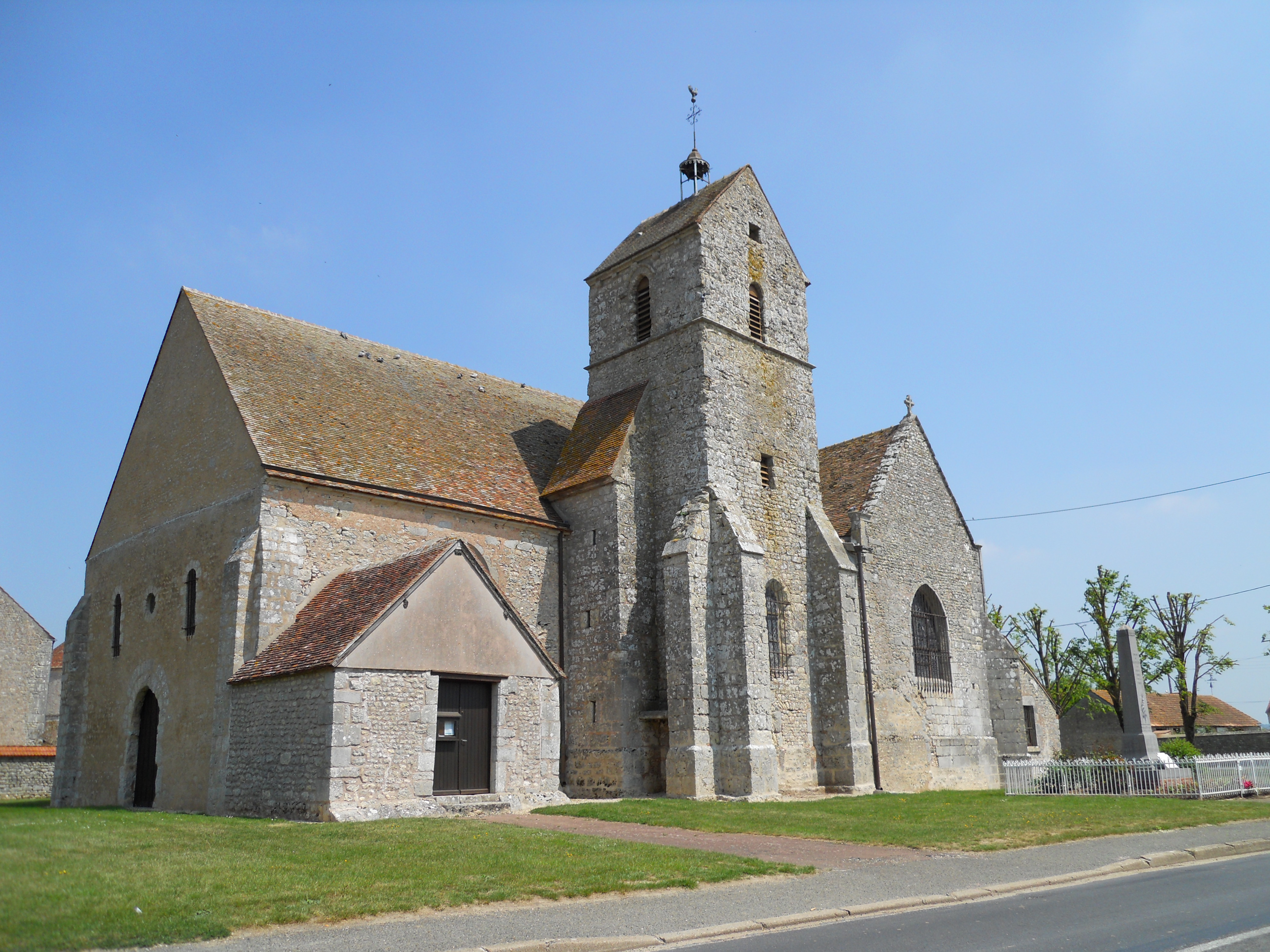
Kirche Saint-Martin